# Francisco Lebeque
Francisco Lebeque Ori (ur. 3 kwietnia 1949 w Sagua la Grande) – kubański zapaśnik walczący w stylu wolnym. Dwukrotny olimpijczyk. Zajął dziesiąte miejsce w Meksyku 1968 i 22. miejsce w Monachium 1972. Walczył w wadze lekkiej i półśredniej.
Złoty medalista igrzysk panamerykańskich w 1971 i 1975. Triumfator igrzysk Ameryki Środkowej i Karaibów w 1970 roku.

## Letnie Igrzyska Olimpijskie 1968
| Konkurencja | Eliminacje                   | Eliminacje          | Eliminacje         | Eliminacje         | Klas. końcowa |
| Konkurencja | Przeciwnik I                 | Przeciwnik II       | Przeciwnik III     | Przeciwnik IV      | Miejsce       |
| ----------- | ---------------------------- | ------------------- | ------------------ | ------------------ | ------------- |
| -70 kg      | Carlos Alberto Vario (ARG) Z | Gord Garvie (CAN) Z | Klaus Rost (FRG) P | Udey Chand (IND) P | 10.           |

## Letnie Igrzyska Olimpijskie 1972
| Konkurencja | Eliminacje                | Eliminacje          | Klas. końcowa |
| Konkurencja | Przeciwnik I              | Przeciwnik II       | Miejsce       |
| ----------- | ------------------------- | ------------------- | ------------- |
| -74 kg      | Toshitada Yoshida (JPN) P | Adolf Seger (FRG) P | 22.           |